# Ромуль
Ромуль, Ромулі (рум. Romuli) — село у повіті Бистриця-Несеуд в Румунії. Адміністративний центр комуни Ромуль.
Село розташоване на відстані 368 км на північ від Бухареста, 46 км на північ від Бистриці, 106 км на північний схід від Клуж-Напоки.

## Населення
За даними перепису населення 2002 року у селі проживали 1330 осіб.
Національний склад населення села:
| Національність | Кількість осіб | Відсоток |
| -------------- | -------------- | -------- |
| румуни         | 1322           | 99,4%    |
| угорці         | 5              | 0,4%     |

Рідною мовою назвали:
| Мова      | Кількість осіб | Відсоток |
| --------- | -------------- | -------- |
| румунська | 1323           | 99,5%    |
| угорська  | 5              | 0,4%     |